# خايمي الأول، كونت أورغل
خايمي الأول، كونت أورغل (1321 - 15 نوفمبر 1347) هو الابن الرابع لألفونسو الرابع ملك أراغون وزوجته الأولى تيريزا دي إنتينزا الكونتيسة السبعة عشر لأورغل.

## السيرة الذاتية
ولد خايمي في سرقسطة في 1321، شقيقه الأكبر بيدرو ورث مملكة أراغون، بينما هو ورث ألقاب والدته.
تزوج في 1336 في كاتالونيا من سيسيليا دي كومينيا (1321-1381) ابنة برنارد الثامن، كونت كومينيا وفيكونت تورين كان لديهم طفلان بيدرو الكونت أورغل التاسع عشر، وإيزابيل ولدت حوالي 1335، ابنها خايمي دي زاياس (مواليد 1360، تاريخ الموت غير معروف) يعتبر سلف عائلة زاياس-بازان في كوبا.
ويعتقد أن خايمي قد سمم من قبل أخيه بيدرو في برشلونة.